# Stefan Milewski
Stefan Milewski (ur. 24 maja 1926 w Warszawie, zm. 11 stycznia 2009 w Tomaszowie Mazowieckim) – polski lekkoatleta specjalizujący się w skoku w dal oraz biegu na 100 metrów. Po zakończeniu kariery działacz sportowy. Absolwent warszawskiej Akademii Wychowania Fizycznego. Emerytowany pułkownik Wojska Polskiego.

## Życiorys
Lekkoatletykę zaczął uprawiać w roku 1945, gdy służył w II Korpusie Polskim gen. Władysława Andersa we Włoszech. Do dziś do niego należą rekordy Korpusu w skoku w dal oraz w biegu sprinterskim na 100 m. Ze służby na zachodzie wrócił do Polski w roku 1948. Startował wówczas w barwach klubów warszawskich: AZS-u i CWKS-u. W okresie tym dwukrotnie stawał na podium seniorskich mistrzostw kraju. W roku 1951 zajął piąte miejsce w Akademickich Mistrzostwach Świata w Berlinie, startując w konkursie skoku w dal, ustanowił swój rekord życiowy 7,17. 
W latach 1951–1983 był pracownikiem dydaktycznym Wojskowej Akademii Technicznej. W późniejszych latach pełnił tamże funkcję szefa Studium Wychowania Fizycznego i Sportu WAT. 
Od roku 1973 był wiceprezesem Polskiego Związku Lekkiej Atletyki. W latach 1976–1978 piastował stanowisko prezesa PZLA. Od 1973 aż do roku 2000 zasiadał w zarządzie związku. Od roku 1993 do śmierci był przewodniczącym Komisji Dyscypliny, Wyróżnień i Zwalczania Dopingu.
10 i 11 stycznia Stefan Milewski przebywał w Spale na Zjeździe Sprawozdawczo-Wyborczym PZLA. Drugiego dnia obrad zasłabł podczas przemawiania w imieniu komisji, której od lat przewodniczył. Mimo reanimacji zmarł po przewiezieniu karetką do szpitala w Tomaszowie Mazowieckim. Delegaci PZLA wystąpili z wnioskiem o pośmiertne nadanie lekkoatlecie tytułu honorowego członka Polskiego Związku Lekkiej Atletyki. 
Został pochowany 17 stycznia 2009 na cmentarzu w Cegłowie w pobliżu Mińska Mazowieckiego.

## Progresja wyników
Tabela przedstawia progresję wyników Stefana Milewskiego w skoku w dal.
| Rok           | 1948 | 1949 | 1950 | 1951 | 1952 |
| Odległość (m) | 6,62 | 6,88 | 6,84 | 7,17 | 7,01 |

Najlepszy wynik w biegu na 100 metrów osiągnął w 1949 – 11,2 s.